# أرضنا الخضراء (فلم)
أرضنا الخضراء هو فيلم دراما مصري من إخراج أحمد ضياء الدين وبطولة ماجدة، شكري سرحان، محمود المليجي، حسين رياض وليلى سامي. صدر الفيلم في 23 أكتوبر 1956.

## نبذه
يحكى الفيلم قصة عاكف الإقطاعي الذي يملك عزبة كبيرة يبيع أرضها للفلاحين، وإذا عجزوا عن السداد يعتبر مادفعوه إيجارا للأرض وتعود ملكية الأرض له، كما يتحكم الإقطاعي في مساكنهم وأرزاقهم ماعدا ثلاثة فدادين ملك الفلاح البسيط إبراهيم الذي يعيش حياة سعيدة مع زوجته أمينة وابنه ويحاول عاكف بك اغتصاب أرضه وزوجته.

## طاقم العمل
- ماجدة بدور أمينة
- شكري سرحان بدور إبراهيم
- محمود المليجي بدور عاكف بيه
- حسين رياض بدور صابر
- ليلى سامي بدور صابحة

## وصلات خارجية
- مقالات تستعمل روابط فنية بلا صلة مع ويكي بيانات